# Ostrvski gigantizam
Ostrvski gigantizam je biološki fenomen gde se veličina životinja izolovanih na nekom ostrvu dramatično povećava kroz nekoliko generacija. 
To je oblik prirodne selekcije kod koje veće dimenzije osiguravaju prednosti u preživljavanju. Velike dimenzije biljojedima često onemogućavaju bežanje ili sakrivanje od napadača, dok na ostrvu obično nema napadača. Ostrvski gigantizam, zato, nije evolucioni proces određen potpuno novim temeljnim parametrima u životu vrste koji bi određivali njenu mobilnost (fizički oblik) kao kod ostrvskog patuljastog rasta, već nedostatak ostrvskih grabljivaca koji bi ih ograničavali u nesmetanom razvoju. Osim grabljivaca pojava nedostatka interspecijske kompeticije (rivalstva) omogućava da velike jedinke uzimaju i velike i male komade hrane za sebe, a i veliki rast osigurava bolju energetsku efikasnost  (duže i lakše preživljavanje u ekstremnim uslovima). 
Sa dolaskom ljudi i domaćih grabljivaca kao što su psi, mačke, svinje, pacovi, mnoge su velike ostrvske endemske vrste izumrle. Ostrvski gigantizam možemo pronaći kod većine velikih grupa kičmenjaka i beskičmenjaka.